# Plagiochasma articulatum
Plagiochasma articulatum là một loài rêu trong họ Aytoniaceae. Loài này được Kashyap mô tả khoa học đầu tiên.. Danh pháp khoa học của loài này chưa được làm sáng tỏ. 